# Серія фільмів
Серія фільмів або кінофраншиза — це збірка пов'язаних фільмів, що вийшли послідовно впродовж певного періоду та які об'єднані спільною ідеєю і сенсом або мають одного і того ж головного героя. Також події фільмів можуть відбуватися в межах одного вигаданого всесвіта.
Іноді робота задумана з самого початку як багато серійна, але в більшості випадків успіх оригінальної стрічки надихає на створення нових фільмів. Окремі сиквели є відносно поширеними, але не завжди є достатньо успішними, щоб привести до подальших випусків фільмів.
Серію фільмів не слід плутати з кіносеріалом, який є ще одним жанром кіно. Кіносеріали складалися в середньому з 10-15 серій, які тривали в середньому 15-20 хвилин і демонструвалися в кінотеатрі перед основним фільмом.

## Перелік типів кінофраншиз
| Кількість фільмів | Назва (тип) серії |
| ----------------- | ----------------- |
| 2                 | Дилогія           |
| 3                 | Трилогія          |
| 4                 | Тетралогія        |
| 5                 | Пенталогія        |
| 6                 | Гексалогія        |
| 7                 | Гепталогія        |

## Приклади кінофраншиз
| Кінофраншиза                  | Перший фільм | Останній фільм | Найкасовіший фільм                              | Кількість фільмів | Примітка |
| ----------------------------- | ------------ | -------------- | ----------------------------------------------- | ----------------- | -------- |
| Тарзан                        | 1918         | 1998           |                                                 | 45                |          |
| Джеймс Бонд                   | 1963         | 2020           | 007: Координати «Скайфолл»                      | 25                | [ 1 ]    |
| Кіновсесвіт Marvel            | 2008         | 2019           | Месники: Завершення                             | 23                |          |
| Ґодзілла                      | 1954         | 1975           | Ґодзілла проти Конга                            | 16                |          |
| Шерлок Голмс                  | 1939         | 1946           | Шерлок (телесеріал)                             | 14                |          |
| Зоряний шлях                  | 1979         | 2016           | Зоряний шлях                                    | 13                | [ 2 ]    |
| Люди Ікс                      | 2000         | 2020           | Дедпул                                          | 13                |          |
| Зоряні війни                  | 1977         | 2019           | Зоряні війни: Пробудження Сили                  | 12                | [ 3 ]    |
| П'ятниця 13-те                | 1980         | 2009           | Фредді проти Джейсона                           | 12                |          |
| Бетмен                        | 1943         | 2021           | Темний лицар повертається                       | 11                |          |
| Гаррі Поттер                  | 2001         | 2018           | Гаррі Поттер і Смертельні реліквії: Частина 2   | 11                |          |
| Хелловін                      | 1978         | 2018           | Хелловін                                        | 11                |          |
| Уго Фантоцці                  | 1975         | 1999           | Фантоцці 2000: Клонування                       | 10                |          |
| Кошмар на вулиці В'язів       | 1984         | 2010           | Кошмар на вулиці В'язів                         | 9                 | [ 4 ]    |
| Світи DC                      | 2013         | 2020           | Аквамен                                         | 9                 |          |
| Дракула                       | 1958         | 1974           | Дракула. Невідома історія                       | 8                 |          |
| Американський пиріг           | 1999         | 2012           | Американський пиріг 2                           | 8                 |          |
| Людина-павук                  | 2002         | 2019           | Людина-павук                                    | 8                 |          |
| Форсаж                        | 2001         | 2017           | Форсаж 7                                        | 8                 |          |
| Чужий                         | 1979         | 2017           | Прометей                                        | 8                 |          |
| Пила                          | 2004         | 2017           | Пила 3                                          | 7                 |          |
| Поліцейська академія          | 1984         | 1994           | Поліцейська академія 2: Їхнє перше завдання     | 7                 |          |
| Супермен                      | 1951         | 2016           | Бетмен проти Супермена: На зорі справедливості  | 7                 |          |
| Роккі                         | 1976         | 2006           | Роккі 4                                         | 6                 |          |
| Володар перснів               | 2001         | 2014           | Володар перснів: Повернення короля              | 6                 |          |
| Лепрекон                      | 1993         | 2003           | Лепрекон                                        | 6                 |          |
| Мумія                         | 1932         | 1995           | Мумія повертається                              | 6                 |          |
| Місія нездійсненна            | 1996         | 2018           | Місія нездійсненна: Фолаут                      | 6                 |          |
| Термінатор                    | 1984         | 2019           | Термінатор 2: Судний день                       | 6                 |          |
| Трансформери                  | 2007         | 2018           | Трансформери: Помста полеглих                   | 6                 |          |
| Джейсон Борн                  | 2002         | 2016           | Ультиматум Борна                                | 5                 |          |
| Міцний горішок                | 1988         | 2013           | Міцний горішок 4.0                              | 5                 |          |
| Планета мавп                  | 1968         | 1973           | Світанок планети мавп                           | 5                 |          |
| Сутінкова сага                | 2008         | 2012           | Сутінки. Сага: Затемнення                       | 5                 |          |
| Хижак                         | 1987         | 2010           | Хижак                                           | 5                 |          |
| Пірати Карибського моря       | 2003         | 2017           | Пірати Карибського моря: Скриня мерця           | 5                 |          |
| Пункт призначення             | 2000         | 2011           | Пункт призначення 4                             | 5                 |          |
| Шрек                          | 2001         | 2011           | Шрек 2                                          | 5                 |          |
| Фантазм                       | 1979         | 2016           | Фантазм                                         | 5                 |          |
| Сам удома                     | 1990         | 2012           | Сам удома                                       | 5                 |          |
| Парк Юрського періоду         | 1993         | 2018           | Світ Юрського періоду                           | 5                 |          |
| Льодовиковий період           | 2002         | 2016           | Льодовиковий період 3: Ера динозаврів           | 5                 |          |
| Закляття                      | 2013         | 2019           | Закляття                                        | 5                 |          |
| Рембо                         | 1982         | 2019           | Рембо II                                        | 5                 |          |
| Тачки                         | 2006         | 2017           | Тачки                                           | 5                 |          |
| Міленіум                      | 2009         | 2018           | Дівчина з тату дракона                          | 4                 |          |
| Джуманджі                     | 1995         | 2019           | Джуманджі: Поклик джунглів                      | 4                 |          |
| Індіана Джонс                 | 1981         | 2008           | Індіана Джонс і королівство кришталевого черепа | 4                 |          |
| Крик                          | 1996         | 2011           | Крик                                            | 4                 |          |
| Нікчемний я                   | 2010         | 2017           | Нікчемний Я 2                                   | 4                 |          |
| Історія іграшок               | 1995         | 2019           | Історія іграшок 4                               | 4                 |          |
| Щелепи                        | 1975         | 1987           | Щелепи                                          | 4                 |          |
| Голодні ігри                  | 2012         | 2015           | Голодні ігри: У вогні                           | 4                 |          |
| Lego Фільм                    | 2014         | 2019           | Lego Фільм                                      | 4                 |          |
| Люди в чорному                | 1997         | 2019           | Люди в чорному                                  | 4                 |          |
| Мадагаскар                    | 2005         | 2014           | Мадагаскар 3                                    | 4                 |          |
| Елвін та бурундуки            | 2007         | 2015           | Елвін та бурундуки 2                            | 4                 |          |
| Одинадцять друзів Оушена      | 1960         | 2007           | Одинадцять друзів Оушена                        | 4                 |          |
| Година пік                    | 1998         | 2007           | Година пік 2                                    | 3                 |          |
| Джон Вік                      | 2014         | 2019           | Джон Вік 3                                      | 3                 |          |
| Залізна людина                | 2008         | 2013           | Залізна людина 3                                | 3                 |          |
| Знайомство з батьками         | 2000         | 2010           | Знайомство з Факерами                           | 3                 |          |
| Капітан Америка               | 2011         | 2016           | Перший месник: Протистояння                     | 3                 |          |
| Матриця                       | 1999         | 2003           | Матриця: Перезавантаження                       | 3                 |          |
| Ніч у музеї                   | 2006         | 2014           | Ніч у музеї                                     | 3                 |          |
| Панда Кунг-Фу                 | 2008         | 2016           | Панда Кунг-Фу                                   | 3                 |          |
| Поліцейський із Беверлі-Гіллз | 1984         | 1994           | Поліцейський із Беверлі-Гіллз                   | 3                 |          |
| Назад у майбутнє              | 1985         | 1990           | Назад у майбутнє                                | 3                 |          |
| Похмілля у Вегасі             | 2009         | 2013           | Похмілля у Вегасі                               | 3                 |          |
| Росомаха                      | 2009         | 2017           | Лоґан: Росомаха                                 | 3                 |          |
| Темний лицар                  | 2005         | 2012           | Темний лицар                                    | 3                 |          |
| Тор                           | 2011         | 2017           | Тор: Раґнарок                                   | 3                 |          |
| Хоббіт                        | 2012         | 2014           | Хоббіт: Несподівана подорож                     | 3                 |          |
| Хроніки Нарнії                | 2005         | 2010           | Хроніки Нарнії: Лев, чаклунка та шафа           | 3                 |          |
| Як приборкати дракона         | 2010         | 2019           | Як приборкати дракона                           | 3                 |          |
| Вартові галактики             | 2014         | 2017           | Вартові галактики 2                             | 2                 |          |
| Дедпул                        | 2016         | 2018           | Дедпул                                          | 2                 |          |
| Корпорація монстрів           | 2001         | 2013           | Університет монстрів                            | 2                 |          |
| Секрети домашніх тварин       | 2016         | 2019           | Секрети домашніх тварин                         | 2                 |          |
| Суперсімейка                  | 2004         | 2018           | Суперсімейка 2                                  | 2                 |          |
| У пошуках Немо                | 2003         | 2016           | У пошуках Дорі                                  | 2                 |          |